# Чемпионат США по волейболу среди женщин
Чемпионат США по волейболу среди женщин — ежегодное соревнование женских волейбольных команд Соединённых Штатов Америки. Проводится с 1949 года.
До 2011, в 2017—2019 соревнования проводились в рамках открытого чемпионата США. В 2012—2016 организатором являлась вновь образованная Волейбольная премьер-лига США (USA Premier Volleyball League — PVL). 
В 2024 году прошёл 1-й чемпионат вновь образованной Профессиональной волейбольной федерации (Pro Volleyball Federation — PVF).
В 2025 состоялся 1-й чемпионат ещё одной профессиональной волейбольной лиги — League One Volleyball (LOVB).

## Формула соревнований
Открытый чемпионат проводится в одном городе в течение нескольких дней. На первом этапе команды-участницы играют в один круг, после чего по многоступенчатой формуле определяют призёров.
За победы со счётом 3:0 и 3:1 команды получают по 3 очка, за победы 3:2 − 2, за поражения 2:3 — 1 очко, за поражения 0:3 и 1:3 очки не начисляются. Первичным критерием при распределении мест в группах является количество побед, затем — результаты личных встреч, далее — количество очков, соотношение партий, соотношение игровых очков.
В 2019 открытый чемпионат США прошёл 24-28 мая в Колумбусе (штат Огайо) с участием 6 команд: «Аризона Сиззл» (штат Аризона), «Академи Юнайтед» (Плезантон, штат Калифорния (Северная)), «Хусьер Экстерминейторс» (Баррингтон, штат Индиана), «Айова Сторм» (штат Айова), «Бэй Ари Элевейт» (штат Калифорния (Северная)), «Тим Ориджин» (штат Калифорния (Южная)). На первом этапе команды провели однокруговой турнир, после чего по многоступенчатой формуле определили двух финалистов, которые разыграли первенство. Чемпионский титул выиграла «Академи Юнайтед», победившая в финале «Аризону Сиззл» 3:0. 3-е место заняла «Айова Сторм».

## Чемпионы (открытый чемпионат)
| - 1949 «Иглз» Хьюстон - 1950 «Войт-1» Санта-Моника - 1951 «Иглз» Хьюстон - 1952 «Войт-1» Санта-Моника - 1953 «Войт-1» Санта-Моника - 1954 «Хьюстонетс» Хьюстон - 1955 «Маринерс» Санта-Моника - 1956 «Маринерс» Санта-Моника - 1957 «Маринерс» Санта-Моника - 1958 «Маринерс» Санта-Моника - 1959 «Маринерс» Санта-Моника - 1960 «Маринерс» Санта-Моника - 1961 «Брейкерс» Лонг-Бич - 1962 «Шемрокс» Лонг-Бич - 1963 «Шемрокс» Лонг-Бич - 1964 «Шемрокс» Лонг-Бич - 1965 «Шемрокс» Лонг-Бич - 1966 «Ренегейдз» Лос-Анджелес - 1967 «Шемрокс» Лонг-Бич - 1968 «Шемрокс» Лонг-Бич - 1969 «Шемрокс» Лонг-Бич - 1970 «Шемрокс» Лонг-Бич - 1971 «Ренегейдз» Лос-Анджелес - 1972 «Плюрибас Юнам» Хьюстон - 1973 «Плюрибас Юнам» Хьюстон - 1974 «Ренегейдз» Лос-Анджелес - 1975 «Адидас» Норуолк - 1976 YMKA Пасадина - 1977 «Спойлерс» Хермоса-Бич - 1978 «Найкс» Лос-Анджелес - 1979 «Мэйврикс» Лос-Анджелес - 1980 НАВА Фонтэн-Вэлли - 1981 «Юта Стейт» Логан | - 1982 «Монаркс» Хило - 1983 «Сиртекс» Стоктон - 1984 «Крайслер» Пало-Альто - 1985 «Меррилл Линч» Альбукерке - 1986 «Меррилл Линч» Альбукерке - 1987 «Карсон Крайслер» Плезантон - 1988 «Крайслер Калифорнианс» Хэйуорд - 1989 «Плимут Калифорнианс» Хэйуорд - 1990 «Плимут Калифорнианс» Хэйуорд - 1991 «Кронис/Миллер Лайт» Чикаго - 1992 «Никс Кроникс» Чикаго - 1993 «Никс/Голд Джим» Чикаго - 1994 «Никс/Голд Джим» Чикаго - 1995 «Киттлмэн-Рудис-Никс» Чикаго - 1996 «Пёр Техас Натс» Остин - 1997 «Киттлмэн-Брэнфилдс-Никс» Чикаго - 1998 «Экстерминейторс» Баррингтон - 1999 «Доминикан Дрим Тим» Санто-Доминго - 2000 «Доминикан Дрим Тим» Санто-Доминго - 2001 «Доминикан Дрим Тим» Санто-Доминго - 2002 «Тим Трим» Лонг-Бич - 2003 «Экстерминейторс» Баррингтон - 2004 США-А2 Роки-Маунт - 2005 «Бамесо» Колумбия - 2006 «Экстерминейторс» Баррингтон - 2007 «Уэствуд» Лос-Анджелес - 2008 США-«Ред» Роки-Маунт - 2009 «Хаскис» Сиэтл - 2010 США-«Блю» - 2011 США-«Блю» - 2017 «Хусьер Экстерминейторс» Баррингтон - 2018 «Тим Дрим» Даллас - 2019 «Академи Юнайтед» Плезантон |

## Профессиональные волейбольные лиги
В США в 1980—2000-е годы неоднократно создавались женские профессиональные волейбольные лиги, но существовали они от года до 5 лет. В 2024 взял старт чемпионат вновь образованной Профессиональной волейбольной федерации.

### Major League Volleyball (MLV)
Первая профессиональная женская волейбольная лига США — Высшая волейбольная лига — была создана в 1987 году и просуществовала три сезона. Максимальное количество клубов — 6. Чемпионом 1987 и 1988 была команда «Лос-Анджелес Старлайтс». Первенство 1989 не было доиграно, а затем лига прекратила существование.

### Women’s Western Volleyball League (WWVL)
Женская Западная волейбольная лига США функционировала в 1992—1994 годах. Было проведено два чемпионата и в обоих победила команда из Сан-Диего — «Сан-Диего Вэйв» (1993)/ «Сан-Диего Брейкерс» (1994). В лигу входили в общей сложности 11 профессиональных команд.

### National Volleyball Association (NVA)
Национальная волейбольная ассоциация существовала в 1994—1998 годах. Максимальное количество клубов — 13. Чемпионами были: «Сан-Диего Спайкерс» (1995), «Юта Предейторс» (1996), «Колорадо Тандер» (1997), «Небраска Торнадос» (1998).

### Professional Volleyball League (PVL)
В 1997 году была образована Профессиональная волейбольная лига в качестве конкурента NVA. В её состав вошло 5 клубов, в том числе три покинувших Национальную волейбольную ассоциацию. Чемпионат доигран не был, а победителем была провозглашена лидировавшая на тот момент команда «Юта Предейторз».

### United States Professional Volleyball League (USPVL)
В 2002—2003 прошёл единственный чемпионат Профессиональной волейбольной лиги США, в котором выступали 4 команды. Победителем стала команда «Миннесота Чилл». В 2003 чемпионат был сначала отложен, а затем отменён.

### Women’s National Volleyball League (WNVL)
Лига создана в 2002 году. Планировалось провести первенство с участием 10 команд, но из-за финансовых трудностей чемпионат так и не состоялся.

### USA Premier Volleyball League (PVL)
Волейбольная премьер-лига США основана в 2012 году и включила в себя 40 региональных ассоциаций волейбола, разделённых на три конференции (западную, центральную и восточную). Первый чемпионат прошёл в 2012 году с участием 12 клубов и завершился победой команды «Хусьер Экстерминейторс». В 2013 в чемпионате приняли участие уже 15 команд, а в 2014 — 14. Чемпионский титул в 2013 году выиграла «Айова Айс», в 2014 — «Вестерн Эмпайр», в 2015 — «Норт Техас», в 2016 — «Флорида Уэйв». В 2017 году PVL прекратила существование.

#### Призёры PVL
| Сезон | 1-е место                               | 2-е место                        | 3-е место                              |
| ----- | --------------------------------------- | -------------------------------- | -------------------------------------- |
| 2012  | «Хусьер Экстерминейторс» (штат Индиана) | «Айова Айс» (штат Айова)         | «Норт Техас» (штат Техас)              |
| 2013  | «Айова Айс» (штат Айова)                | «Флорида Уэйв» (штат Флорида)    | «Пайонир Мэйем» (штат Кентукки)        |
| 2014  | «Вестерн Эмпайр» (штат Нью-Йорк)        | «Флорида Уэйв» (штат Флорида)    | «Айова Айс» (штат Айова)               |
| 2015  | «Норт Техас» (штат Техас)               | «Вестерн Эмпайр» (штат Нью-Йорк) | «Аризона Сиззл» (штат Аризона)         |
| 2016  | «Флорида Уэйв» (штат Флорида)           | «Айова Айс» (штат Айова)         | «Чесапик Райзинг Тайд» (штат Виргиния) |

### Pro Volleyball Federation (PVF)
В ноябре 2022 года объявлено об образовании новой женской профессиональной волейбольной лиги — Профессиональной волейбольной федерации (PVF). 
Первый чемпионат PVF прошёл в январе-мае 2024. В чемпионате приняли участие 7 команд: «Орландо Вэлкайрис» (Орландо), «Атланта Вайб» (Атланта), «Коламбус Фьюри» (Коламбус), «Гранд-Рапидс Райс» (Гранд-Рапидс), «Омаха Суперновас» (Омаха), «Вегас Трилл» (Лас-Вегас), «Сан-Диего Моджо» (Сан-Диего). На предварительном этапе команды провели 4-круговой турнир, по итогам которого 4 лучшие вышли в финальную стадию, где разыграли медали (в формате «финала четырёх»). Чемпионский титул выиграла «Омаха Суперновас», победившая в финале «Гранд-Рапидс Райс» 3:0. 3-е место заняла «Атланта Вайб». В 2025 году к PVF присоединилась команда . 
Во 2-м чемпионате PVF к 7 командам, принявшим участие в первом чемпионате, присоединилась «Инди Игнайт» (Индианаполис). Система проведения осталась прежней. Чемпионский титул выиграла «Орландо Вэлкайрис», победившая в финале «Инди Игнайт» 3:1. 3-е место заняла «Омаха Суперновас».

#### Призёры PVF
| Сезон | 1-е место                   | 2-е место                          | 3-е место                  |
| ----- | --------------------------- | ---------------------------------- | -------------------------- |
| 2024  | «Омаха Суперновас» (Омаха)  | «Гранд-Рапидс Райс» (Гранд-Рапидс) | «Атланта Вайб» (Атланта)   |
| 2025  | «Орландо Вэлкайрис» Орландо | «Инди Игнайт» Индианаполис         | «Омаха Суперновас» (Омаха) |

### League One Volleyball (LOVB)
В январе 2025 года взяла старт ещё одна профессиональная волейбольная лига США — Волейбольная Лига 1 (LOVB). В чемпионате лиги приняли участие команды 6 городов — Атланты, Омахи, Остина, Хьюстона, Мадисона и Солт-Лейк-Сити. На предварительном этапе все команды провели по 16 матчей. Все команды вышли в финальный раунд, который прошёл с 10 по 13 апреля в Луисвилле (штат Кентукки). Две лучшие команды по итогам предварительной стадии напрямую вышли в полуфинал плей-офф, оставшиеся в четвертьфинале разыграли ещё две путёвки в полуфинал. Чемпионский титул выиграл «Остин», победивший в финале «Омаху» 3:0. 3-е место заняла «Атланта».

#### Призёры LOVB
| Сезон | 1-е место | 2-е место | 3-е место |
| ----- | --------- | --------- | --------- |
| 2025  | «Остин»   | «Омаха»   | «Атланта» |